# دوديكان
الدوديكان  (يعرف أيضا ثنائي هيكسيل، أداكان 12) هو أحد الألكانات الهيدروكربونية، وله الصيغة البنائية CH3(CH2)10CH3، وهو مادة زيتية سميكة من سلسلة البرافينات. ويستخدم كمذيب.

## وصلات خارجية
- شهادة بيانات أمان المواد – دوديكان
- دوديكان